# Rougemontier
Rougemontier es una localidad y comuna francesa situada en la región de Alta Normandía, departamento de Eure, en el distrito de Bernay y cantón de Routot.

## Historia
La comuna se denominó Rougemontiers hasta el 9 de enero de 2025.

## Demografía
| 425 | 484 | 562 | 785 | 762 | 752 |
| Para los censos de 1962 a 1999 la población legal corresponde a la población sin duplicidades (Fuente: INSEE [Consultar]) |     |     |     |     |     |